# 松內克山 (皇帝山脈)
47°33′43″N 12°17′0″E / 47.56194°N 12.28333°E

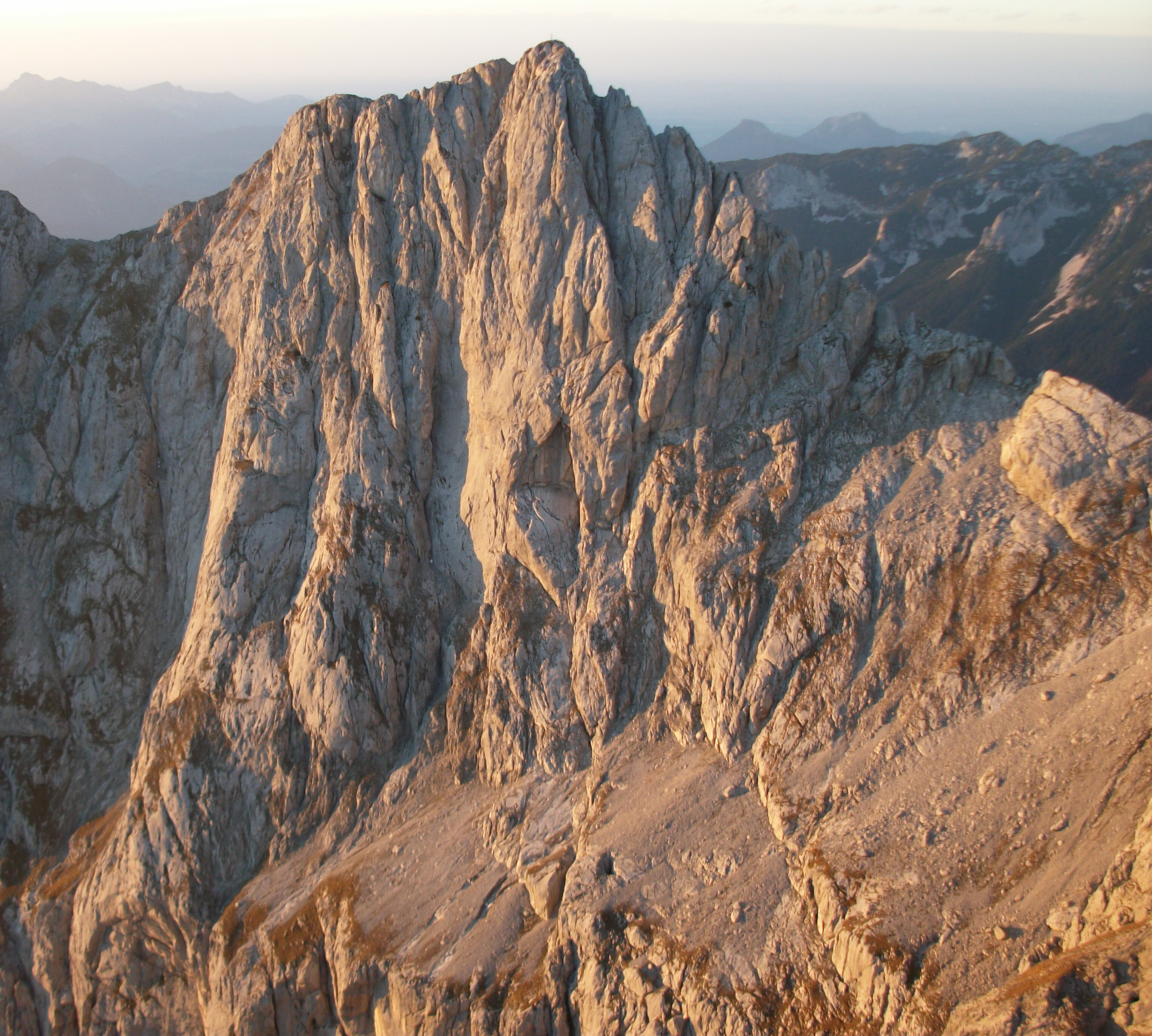

松內克山（德語：Sonneck），是奧地利的山峰，位於該國西部，由蒂羅爾州負責管轄，屬於皇帝山脈的一部分，距離特雷福爾山0.7公里，海拔高度2,260米。